# Pseudicius pseudocourtauldi
Pseudicius pseudocourtauldi är en spindelart som beskrevs av Dmitri Viktorovich Logunov 1998 [1999. Pseudicius pseudocourtauldi ingår i släktet Pseudicius och familjen hoppspindlar. Inga underarter finns listade i Catalogue of Life.